# Noctilien
A Noctilien Párizs éjszakai autóbusz-hálózata. A 48 vonalból álló hálózat érinti Párizs legfontosabb vasútállomásait.
Az első autóbusz az utolsó nappali járat után indul 00:30-kor és egészen másnap reggel 05:30-ig közlekednek.

## Noctilien vonalak
- N 01 - belső (jobbra tartó) körjárat: Gare de l'Est → Gare de Lyon → Gare Montparnasse → Gare Saint-Lazare → Gare de l'Est
- N 02 - külső (balra tartó) körjárat: Gare Montparnasse → Gare de Lyon → Gare de l'Est → Gare Saint-Lazare → Gare Montparnasse
- N 11 - Pont de Neuilly ↔ Château de Vincennes
- N 12 - Pont de Sèvres ↔ Romainville-Carnot
- N 13 - Mairie d'Issy ↔ Bobigny - Pablo Picasso
- N 14 - Mairie de Saint-Ouen ↔ Bourg-la-Reine RER
- N 15 - Gabriel Péri - Asnières - Gennevilliers ↔ Villejuif - Louis Aragon
- N 16 - Pont de Levallois — Bécon ↔ Mairie de Montreuil
- N 21 - Châtelet ↔ Chilly-Mazarin - Libération
- N 22 - Châtelet ↔ Juvisy-sur-Orge RER
- N 23 - Châtelet ↔ Chelles-Gournay RER
- N 24 - Châtelet ↔ Bezons - Grand Cerf
- N 31 - Gare de Lyon ↔ Orly Airport south terminal
- N 32 - Gare de Lyon ↔ Boissy-Saint-Léger RER
- N 33 - Gare de Lyon ↔ Villiers-sur-Marne - Le-Plessis-Trévise RER
- N 34 - Gare de Lyon ↔ Torcy RER
- N 35 - Gare de Lyon ↔ Nogent-le-Perreux RER
- N 41 - Gare de l'Est ↔ Villeparisis – Mitry-le-Neuf RER
- N 42 - Gare de l'Est ↔ Aulnay-sous-Bois - Garonor
- N 43 - Gare de l'Est ↔ Gare de Sarcelles-Saint-Brice
- N 44 - Gare de l'Est ↔ Garges-Sarcelles RER
- N 45 - Gare de l'Est ↔ Hôpital de Montfermeil
- N 51 - Gare Saint-Lazare ↔ Gare d'Enghien
- N 52 - Gare Saint-Lazare ↔ Gare d'Argenteuil RER
- N 53 - Gare Saint-Lazare ↔ Nanterre - Université RER
- N 61 - Gare Montparnasse ↔ Hôtel de Ville de Vélizy-Villacoublay
- N 62 - Gare Montparnasse ↔ Robinson RER
- N 63 - Gare Montparnasse ↔ Massy-Palaiseau RER
- N 66 - Gare Montparnasse ↔ Vélizy-Villacoublay - Robert Wagner
- N 71 - Bourg-la-Reine RER ↔ Saint Maur - Créteil RER
- N 122 - Châtelet ↔ Saint-Rémy-lès-Chevreuse
- N 130 - Gare de Lyon ↔ Gare de Marne-la-Vallée - Chessy
- N 131 - Gare de Lyon ↔ Brétigny-sur-Orge
- N 132 - Gare de Lyon ↔ Melun
- N 133 - Gare de Lyon ↔ Juvisy
- N 134 - Gare de Lyon ↔ Combs la Ville
- N 135 - Villeneuve Saint Georges ↔ Corbeil-Essonnes
- N 140 - Gare de l'Est ↔ Aéroport Roissy CDG Terminal 3
- N 141 - Gare de l'Est ↔ Gare de Meaux
- N 142 - Gare de l'Est ↔ Gare de Tournan
- N 143 - Gare de l'Est ↔ Aéroport Roissy CDG Terminal 3
- N 144 - Gare de l'Est ↔ Corbeil-Essonnes
- N 145 - Gare de l'Est ↔ La Verrière
- N 150 - Gare Saint-Lazare ↔ Cergy Le Haut RER
- N 151 - Gare Saint-Lazare ↔ Mantes-la-Jolie Gare
- N 152 - Gare Saint-Lazare ↔ Cergy Le Haut RER
- N 153 - Gare Saint-Lazare ↔ Gare RER de Saint Germain-en-Laye
- N 154 - Gare Saint-Lazare ↔ Gare de Montigny – Beauchamp